# Ordre d'Oman
L'ordre d'Oman (ou Wisam al-Oman) est un ordre civil et militaire de chevalerie de l'État d'Oman.

## Histoire
En 1970, le sultan Qabus ibn Saïd institue l'ordre d'Oman comprenant deux divisions : civile et militaire. L'ordre est destiné à ceux qui ont acquis des mérites notables auprès de l'État et de la maison royale Al Saïd. En 1982, le sultan ajoute une classe spéciale : Le plus honorable ordre d'Oman (Wisam Al-Sharif Al-Oman).

## Divisions et grades
L'ordre est composé comme suit :
- Classe spéciale (seule actuellement active)
- Division civile comprenant cinq classes
- Division militaire comprenant cinq classes

| Ordre d'Oman (civil) | Ordre d'Oman (civil) | Ordre d'Oman (civil) | Ordre d'Oman (civil) | Ordre d'Oman (civil) |
| -------------------- | -------------------- | -------------------- | -------------------- | -------------------- |
| 1re classe           | 2e classe            | 3e classe            | 4e classe            | 5e classe            |

| Ordre d'Oman (militaire) | Ordre d'Oman (militaire) | Ordre d'Oman (militaire) | Ordre d'Oman (militaire) | Ordre d'Oman (militaire) |
| ------------------------ | ------------------------ | ------------------------ | ------------------------ | ------------------------ |
| 1re classe               | 2e classe                | 3e classe                | 4e classe                | 5e classe                |

## Récipiendaires notables
- Mohammad Reza Pahlavi, chah d'Iran.
- Juan Carlos Ier, roi d’Espagne.
- Élisabeth II, reine du Royaume-Uni et des autres royaumes du Commonwealth.
- Hassan II, roi du Maroc.
- Akihito, empereur du Japon.
- Abdallah II, roi de Jordanie.
- Philippe, roi des Belges.